# Zonopimpla apicalis
Zonopimpla apicalis là một loài tò vò trong họ Ichneumonidae.